# 모함마드 노스라티
모함마드 노스라티(페르시아어: محمد نصرتى, Mohammad Nosrati, 1982년 1월 11일 ~ )는 이란의 전 축구 선수로서 포지션은 수비수였다. 현재 파스 조누비에서 감독으로 있다. 그는 다마시 길란과의 축구 경기에서 똥침 세리머니를 시전했다가 중징계를 받은 기록이 있었다.